# Kanton Wettin
Der Kanton Wettin war eine Verwaltungseinheit im Distrikt Halle des Departements der Saale im napoleonischen Königreich Westphalen. Hauptort des Kantons und Sitz des Friedensgerichts war Wettin im heutigen Saalekreis. Der Kanton umfasste zehn Kommunen und mehrere Weiler und Höfe.  Er war bewohnt von 5482 Einwohnern und hatte eine Fläche von 1,41 Quadratmeilen. Der Kanton ging aus einem Teil des Saalkreises des Herzogtums Magdeburg hervor.
Die zum Kanton gehörigen Ortschaften waren:
- Wettin
- Mücheln und Döblitz
- Gimritz und Raunitz
- Lettewitz und Görbitz
- Morl und Möderau
- Sylbitz und Priester
- Dachritz  mit Merkewitz
- Wallwitz und Trebitz
- Neutz mit Deutleben
- Dößel mit Dobis und dem Wirtshaus „der Schachtberg“
- Brachwitz mit Friedrichsschwerz